# Campoplex semidivisus
Campoplex semidivisus là một loài tò vò trong họ Ichneumonidae.